# Thomas Klestil
Thomas Klestil GColIH ( [ˈtoːmas ˈklɛstɪl] (ajuda·info); Viena, 4 de Novembro de 1932 — Viena, 16 de Julho de 2004) foi um diplomata e político austríaco e presidente federal entre 1992 até sua morte em 2004.

## Educação
Klestil nasceu numa família de trabalhadores como o menor de cinco crianças, no distrito vienense de Erdberg. Seu pai trabalhava no serviço municipal de transportes, sua mãe foi jardinheira. Após sua educação secundária cursou ciências comerciais na Universidade de Comércio Mundial da época. Graduou em 1957 e no mesmo ano se casou com sua primeira mulher, Edith-Maria Wielander.

## Carreira
Thomas Klestil começou sua carreira diplomática em 1957, quando ingressou no gabinete do chanceler, representando o Partido Popular Austríaco (ÖVP). Entre 1959 e 1962, foi membro da delegação austríaca na OECD em Paris. Em 1962 foi transferido a Washington, onde liderou a secção de contatos econômicos da embaixada austríaca. Em 1966 retornou temporariamente à Áustria, tornando-se secretário do chanceler Josef Klaus. Nesta posição conheceu muitos dos jovens funcionários do ÖVP, entre outros Alois Mock, que anos depois viria a ser ministro dos assuntos exteriores. Em 1969, Klestil de novo assumiu uma função nos Estados Unidos, estabelecendo o Consulado Geral em Los Angeles e sendo Cônsul Geral até 1974.
A época do chanceler Bruno Kreisky viu Klestil convencendo umas das organizações das Nações Unidas de se estabelecer em Viena na recém-construída UNO-City. Depois, foi embaixador nas Nações Unidas e nos Estados Unidos, onde estabeleceu muitos contatos úteis ao governo de Ronald Reagan. Em 1989 retornou à Áustria onde se tornou secretário-geral do ministério dos assuntos exteriores, liderado por Alois Mock.

## Primeira Presidência (1992 — 1998)
Em 1992, de acordo com uma proposta do presidente do Partido Popular, Erhard Busek, Klestil candidatou-se a presidente, derrotando o candidato do Partido Social-Democrata, Rudolf Streicher, apesar de ser menos conhecido do que Streicher. A razão pela qual o diplomata praticamente desconhecido ganhasse a eleição foi o isolamento em que a Áustria se encontrava no final da presidência do predecessor de Klestil, Kurt Waldheim. Klestil prometeu acabar com este isolamento. Além disso, seu lema Poder precisa de controle expressava que Klestil intentava envolver-se muito mais na vida política do país. Grandes partes da população esperavam que um presidente politicamente ativo pudesse resolver problemas da poderosa Grande Coligação e sua corrupção.
Klestil realizou estes anúncios com uma ofensiva de publicidade, entre outros dias públicos nas suas oficinas na Hofburg de Viena.  Em 1994, antes da Áustria ingressar na União Europeia, Klestil exigiu o direito de assinar o contrato de ingressão e de participar nas conferências dos chefes de governo da E.U.. Apesar de estes pedidos serem apoiados por um erudito em questões constitucionais, foram recusados pelo governo de Franz Vranitzky. Além disso, o governo limitou os direitos do presidente quanto à colocação de altos oficiais.
Em 1994 se publicou que Klestil tinha problemas matrimoniais e que durante muito tempo teve relações com sua gerente da concorrência à presidência, Margot Löffler. Isto causou grandes danos à imagem de Klestil, particularmente entre as partes conservativas da população. Klestil, na sua campanha à presidência, tinha apoiado muito os valores tradicionais da família.

## Segunda presidência (1998 — 2004)
Em 1998, Thomas Klestil foi reeleito já no primeiro turno, com uma maioria relativamente grande. Devido à sua popularidade os dois grandes partidos políticos (SPÖ e ÖVP) não tiveram um próprio candidato. Pouco após as eleições, Klestil se casou com sua namorada, Margot Löffler.
No resultado das eleições parlamentares de 1999, o Partido Liberal (FPÖ) de Jörg Haider tornou-se a segunda força política mais importante, ultrapassando o Partido Popular. Devido a repetidas expressões consideradas nazistas, Klestil não considerou este partido apropriado para a participação num governo e, sendo um diplomata, aguardou dificuldades internacionais caso Haider participasse no governo. Klestil apoiou, por isso, a continuação da Grande Coligação entre o Partido Social-Democrata e o Partido Popular. O presidente do Partido Popular negociou simultaneamente com o Partido Liberal e concluiu com este um acordo de coalizão. Estas negociações sem o conhecimento do presidente federal foram uma absoluta novidade na política austríaca.
Klestil foi assim confrontado com uma situação não desejada por ele, o presidente, e foi preparado obtendo também uma maioria parlamentar. Segundo a constituição, Klestil poderia rejeitar a proposta ou se demitir, mas as duas possibilidades teriam causado uma crise de estado. Ele decidiu pedir que os dois parceiros coalicionais assinassem um documento declarando a aderência a valores democráticos, e rejeitou dois candidatos do Partido Liberal a postos de ministro (Thomas Prinzhorn e Hilmar Kabas). Em 4 de Fevereiro de 2000 teve que aclamar formalmente o novo governo, tornando-se Wolfgang Schüssel chanceler federal. A expressão facial de Klestil durante a cerimónia atraiu muita atenção e conduziu à ruptura pessoal entre Klestil e grandes partes do Partido Popular.
A 19 de Agosto de 2002 foi agraciado com o Grande-Colar da Ordem do Infante D. Henrique.
Quando a primeira coligação entre os Partidos Popular e Liberal fracassou em Novembro de 2002, Klestil apoiou de novo a Grande Coligação, novamente sem sucesso. Em consequência, e por causa de problemas de saúde, Klestil apareceu menos no dia-a-dia político.

## Conclusão do mandato
O mandato de Thomas Klestil mostra que, segundo a constituição austríaca, o presidente federal tem grandes autoridades, mas que na vida prática da política austríaca, não tem grande poder conectado a estas autoridades. Os governos que não estavam interessados em reduzir suas competências criaram grande resistência contra iniciativas do presidente. Quando, em 2000, o presidente foi forçado a aclamar um governo não desejado por ele, uma das maiores competências do presidente foi de fato eliminada. Não é só por isso que há discussões sobre a eliminação das autoridades do presidente, ou também sobre a completa eliminação desta função política.
Klestil teve grandes sucessos em suas atividades com relação aos assuntos exteriores. Com grande freqüência visitou outros governos, o que gerou grandes vantagens econômicas para o país. Além disto, três das suas iniciativas são consideradas particularmente progressivas:
- Encontros institutionalizados com os chefes de estado dos países vizinhos, incluindo do ex-bloco comunista. Quanto ao estabelecimento de contactos com os países da Europa central e oriental, Klestil foi muito mais progressivo do que o governo austríaco ou a população do país, mais relutantes nesta área.
- Já em 1994, Klestil fez um passo histórico ao admitir pela primeira vez que a Áustria fora parcialmente responsável pelo Holocausto, num discurso feito na Knesset em Israel.
- Sendo um católico praticante, Klestil sempre apoiou o discurso entre as religiões e culturas.

No final do seu mandato, Klestil foi bem reconhecido somente pela esquerda, anteriormente sua adversária. Entre os direitistas até hoje há rumores que Klestil ativamente apoiou os protestos dos outros países europeus depois da aclamação do primeiro gabinete com participação do Partido Liberal. Além disto, o divórcio com a sua primeira mulher causou muita crítica e até difamações.
No exterior, Thomas Klestil foi mais reconhecido do que se pensava no país. Quando faleceu, dois dias antes do fim do seu mandato, a sua cerimónia de enterro na Catedral São Estêvão de Viena tornou-se no maior encontro de líderes estrangeiros que a Áustria jamais havia visto.
O sucessor de Thomas Klestil é Heinz Fischer, Partido Social-Democrata Austríaco, anteriormente presidente do parlamento austríaco.